# Joan Ignasi Pla
Joan Ignasi Pla Durá, né le 31 juillet 1959 à Atzeneta d'Albaida est un homme politique espagnol membre du Parti socialiste ouvrier espagnol (PSOE).
Marié et père de deux enfants, il est licencié en droit et diplômé en administration publique.

## Vie politique
Secrétaire à l'Organisation du Parti socialiste du Pays valencien-PSOE de 1997 à 1999, il en devient, en 2000, le secrétaire général et se présente à la présidence du gouvernement autonome de la Communauté valencienne, étant défait par le conservateur Francisco Camps en mai 2003.
En 2006, il tente de renverser le gouvernement de Camps à l'aide d'une motion de censure mais il échoue.
L'année suivante, il est de nouveau candidat du PSPV-PSOE contre Camps et perd une nouvelle fois les élections, et ce avec un écart plus grand entre sa formation et le Parti populaire. Il promet alors de ne pas se présenter lors des régionales de 2011 mais décide de rester secrétaire général jusqu'au prochain congrès du PSPV-PSOE, ce qui provoque des tensions au sein du parti, et notamment chez les partisans de Jordi Sevilla, ministre des Administrations publiques entre 2004 et 2007, soutenu par José Luis Rodríguez Zapatero.
Le 18 octobre 2007, Pla est contraint à la démission après un scandale concernant des facilités financières qu'il aurait obtenues pour la rénovation de sa maison. Quelques heures après son annonce, la direction du PSOE à Madrid accepte son départ et remplace son équipe par une Commission exécutive provisoire présidée par Joan Lerma, président de la Généralité valencienne entre 1982 et 1995 et secrétaire général du PSPV-PSOE de 1979 à 1997.
Le 28 septembre 2008, il est élu membre du Comité fédéral, parlement interne, du PSOE par le Congrès du PSPV-PSOE.
En 2011, il est nommé membre du Conseil juridique consultatif de la Généralité valencienne sur proposition du PSPV-PSOE.